# Chasma Boreale

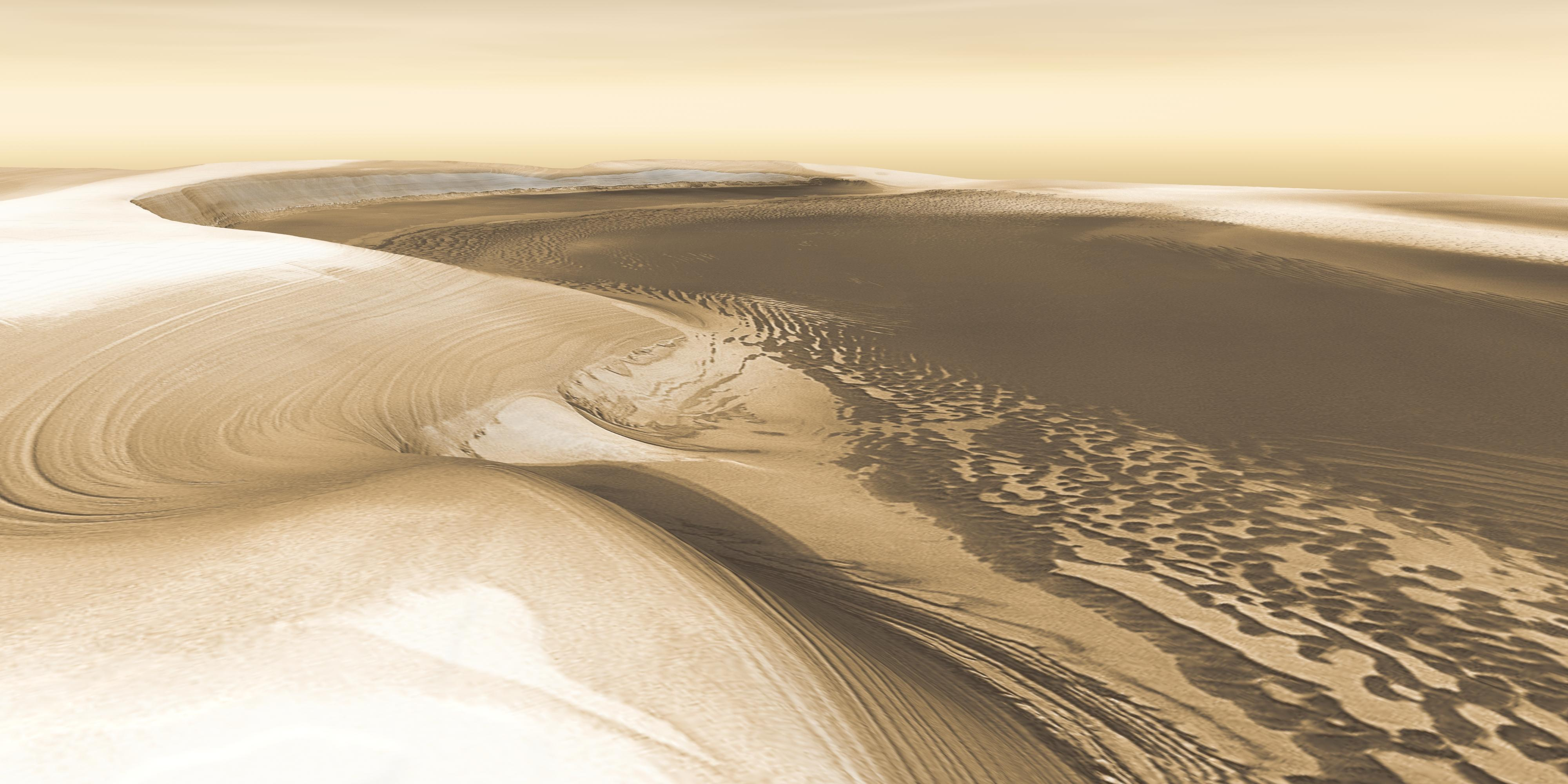

Chasma Boreale – duży kanion znajdujący się na powierzchni Marsa, na obszarze północnej czapy polarnej. Kanion ten znajduje się na współrzędnych ♂ 83,0°N 47,1°W/83,000000 -47,100000, a jego długość wynosi około 560 km.
Wewnętrzny układ warstw czapy polarnej o grubości rzędu 3 kilometrów, obserwowany dzięki radarowi SHARAD, ukazuje zapis klimatu planety sięgający zapewne kilka milionów lat wstecz pozwalając odtworzyć historię tego obszaru. Według pierwszych opinii kanion Chasma Boreale powstał w wyniku gwałtownego topnienia dolnych warstw lodu czapy polarnej wywołanego ciepłem wulkanicznym. Powstała w ten sposób fala powodziowa wyrzeźbiła kanion. Inną przyczyną powstania mogła być erozja powodowana przez potężne wiatry polarne, zwane wiatrami katabatycznymi, wiejące ponad lądolodem. Nowe badania prowadzone przy użyciu radaru penetrującego SHARAD i kamery HiRISE na pokładzie sondy Mars Reconnaissance Orbiter wykazały, że kanion ten pojawił się wcześniej niż czapa lodowa, która wyrosła po jego obu stronach.